# Teresin (Żmudź)
Pour les articles homonymes, voir Teresin.
Teresin (prononciation : [tɛˈrɛɕin]) est un village polonais de la gmina de Żmudź dans le powiat de Chełm de la voïvodie de Lublin dans l'est de la Pologne.

## Histoire
De 1975 à 1998, le village est attaché administrativement à la voïvodie de Chełm.

Depuis 1999, il fait partie de la voïvodie de Lublin.